# Avonmouth
Avonmouth is een buitenwijk in het bestuurlijke gebied Bristol, in het Engelse graafschap Bristol. De plaats telt 12.177 inwoners.